# 1363
1363 (MCCCLXIII) a fost un an obișnuit al calendarului iulian, care a început într-o zi de marți.

## Nașteri
- dată necunoscută: Zeami Motokiyo  (d. 1443)
- 13 decembrie: Jean Gerson  (d. 1429)

## Decese
- dată necunoscută: Blanche de Namur  (n. 1320)
- 13 ianuarie: Meinhard al III-lea, Conte de Tirol conte al Tirolului și duce al Bavariei Superioare (n. 1344)
- august: Calist I al Constantinopolului patriarh al Constantinopolului (n. ?)
- dată necunoscută: Sas (voievod)  (n. ?)
- dată necunoscută: Henric al V-lea, Conte de Gorizia conte de Gorizia (n. ?)